# Streets of Philadelphia
Streets of Philadelphia és una cançó guanyadora del premi Óscar a la millor cançó original escrita i interpretada pel músic rock nord-americà Bruce Springsteen per a la pel·lícula Filadèlfia (Philadelphia) (1993), la primera pel·lícula de cultura de masses que tractava el tema de la sida. Es va publicar en 1994 i va ser un èxit en molts països com Canadà, França, Alemanya, Irlanda i Noruega, on va ocupar el primer lloc de les seves llistes d'èxits. Es van vendre més de 8 milions de còpies en 1994.
La cançó va obtenir un èxit de crítica i va guanyar l'Oscar a la millor cançó original i quatre premis Grammy, incloent el premi al millor enregistrament de l'any, el premi a la millor cançó de rock, el premi a la millor interpretació vocal de rock masculina i el premi a la millor cançó escrita per a una pel·lícula, televisió o un altre mitjà visual.
La cançó pren el seu nom de la ciutat Filadèlfia.

## Història
A principis de 1993 el director de la pel·lícula Philadelphia, Jonathan Demme, li va demanar a Springsteen que escrivís una cançó per a la producció; i al juny d'aquest mateix any la va presentar. Estava interpretada gairebé de forma íntegra pel mateix Springsteen, encara que el baix i les veus addicionals eren de Tommy Sims, membre de la "Other Band". A més hi havia parts gravades del saxofon i altres veus de Ornette Coleman i "Little" Jimmy Scott respectivament, que si bé mai van arribar a estar en la cançó, sí que ho van fer a l'enregistrament que va aparèixer a la pel·lícula, en la celebració de Tom Hanks i Denzel Washington en l'oficina. Es va publicar en 1994 com a senzill principal de la banda sonora original i va aconseguir gran èxit a Europa i Amèrica del Nord.
Streets of Philadelphia va aconseguir fins i tot més popularitat a Europa que als Estats Units. Mentre es mantenia en el número nou de la llista d'èxits dels Estats Units, va aconseguir el número u Alemanya, França i Àustria; i el segon lloc a Regne Unit, amb el que va ser el major èxit de Springsteen en aquest país. També va aconseguir el quart lloc a Austràlia. La cançó es va incloure en l'àlbum All Time Greatest Movie Songs de Sony el 1999.

## Vídeo musical
El vídeo musical de la cançó, dirigit per Jonathan Demme i el seu nebot Ted Demme, comença amb Springsteen caminant pels carrers desolats de la ciutat, seguit per un parc i un pati d'escola, amb diversos talls de la pel·lícula. Després d'una escena ràpida a Rittenhouse Square, acaba amb Springsteen caminant al llarg del riu Delaware amb el pont de Benjamin Franklin de fons. Tom Hanks també apareix caracteritzat del seu personatge just abans d'acabar.
La veu va ser presa en directe durant l'enregistrament del vídeo utilitzant un micròfon camuflat. Aquesta era una tècnica, adequada a la intensitat emocional de l'enregistrament, que John Mellencamp va desenvolupar en l'enregistrament del vídeo de Rain on the Scarecrow el 1985, i que el propi Springsteen va utilitzar el 1987 al gravar el vídeo de Brilliant Disguise.

## Interpretacions en directe
Com la cançó va aconseguir un gran nombre de premis, Springsteen la va tocar en alguns d'aquests lliuraments de premis com en la cerimònia dels Oscar de 1993 al març de 1994, en els MTV Video Music Awards de setembre de 1994 i en els Premis Grammy de 1995 de març d'aquest any.
No obstant això, Springsteen va deixar de tocar la cançó amb regularitat en els seus concerts. La va tocar en les gires de 1995-1997, però amb menys notes sintètiques i de percussió. Després la cançó es va tornar una raresa en els seus concerts i només la va tocar una dotzena de vegades en la gira de 1999-2000, i un altre parell de vegades en 2006.

## Versions
La cançó va ser versionada en directe per Melissa Etheridge i David Gray. Altres versions d'estudi són les de Ray Conniff —l'en àlbum de 1997 I Love Movies—, Casiotone for the Painfully Alone, Marah, Liv Kristine, Molly Johnson, Bettye Lavette, SALEM, The Fra, Gregorian i Muvrini amb Anggun. Altres rapers de Filadèlfia com Cassidy i els Larsiny Family han versionado aquesta cançó en el recopilatori Put Ja L in the Sky, en un esforç per reduir la crim a la ciutat.
La cançó ha estat traduïda al francès per Patrick Bruel i al català per Luis Eduardo Aute sota el nom de "Els carrers de Filadèlfia".
Al febrer de 2013 Elton John la va tocar en la National Academy of Recording Arts and Sciences en el concert tribut a Bruce Springsteen del 2013.

## Premis
- Premis Óscar
  - Premi Óscar a la millor cançó original

- Premis Globus d'Or
  - Globo d'Or a la millor cançó original[8]

- Premis Grammy
  - Premi a la millor cançó de rock
  - Premi a la millor interpretació vocal de rock masculina
  - Premi a la millor cançó escrita per a una pel·lícula, televisió o un altre mitjà visual
  - Nominació al millor enregistrament de l'any

- MTV Video Music Awards
  - Premi al millor video musical de pel·lícula

## Llista de cançons
| Sencillo en CD / sencillo 7" / Cassette 1. "Streets of Philadelphia"–3:15 2. "If I Should Fall Behind"–4:43 | CD maxi / Maxi cassette 1. "Streets of Philadelphia"–3:15 2. "If I Should Fall Behind"–4:43 3. "Growin' Up"–3:13 4. "The Big Muddy"–4:11 |

## Llistes i vendes
| Chart (1994)                             | Posició |
| ---------------------------------------- | ------- |
| Austràlia (ARIA)                         | 4       |
| Àustria (Ö3 Austria Top 40)              | 1       |
| Bèlgica (VRT Top 30 Flanders)            | 1       |
| Canadà senzills (RPM)                    | 1       |
| Canadà Adult Contemporary (RPM)          | 6       |
| Europa (Eurochart Hot 100)               | 1       |
| Finlàndia (Suomen virallinen lista)      | 3       |
| França (SNEP)                            | 1       |
| Alemanya (Media Control Charts)          | 1       |
| Irlanda (IRMA)                           | 1       |
| Itàlia (FIMI)                            | 1       |
| Països Baixos (Dutch Top 40)             | 6       |
| Nova Zelanda (RIANZ)                     | 3       |
| Noruega (VG-lista)                       | 1       |
| Suècia                                   | 3       |
| Suissa (Schweizer Hitparade)             | 2       |
| Regne Unit (The Official Charts Company) | 2       |
| EUA Billboard Hot 100                    | 9       |
| EUA Billboard Adult Contemporary         | 3       |
| EUA Billboard Mainstream Rock Tracks     | 25      |
| EUA Billboard Top 40 Mainstream          | 13      |

| Llista (1994)            | Posició |
| ------------------------ | ------- |
| Australian Singles Chart | 39      |
| Austrian Singles Chart   | 4       |
| Dutch Top 40             | 13      |
| French Singles Chart     | 5       |
| Swiss Singles Chart      | 12      |
| EUA Billboard Hot 100    | 54      |

| País       | Certificació | Data                | Ventes certificadas |
| ---------- | ------------ | ------------------- | ------------------- |
| Àustria    | Or           | 18 maig de 1994     | 15.000              |
| Alemanya   | Or           | 1994                | 150.000             |
| Espanya    | Platí        | 2004                | 60.000              |
| França     | Or           | 18 agost de 1995    | 250.000             |
| Itàlia     | Platí        | 1994                | 100.000             |
| Noruega    | Or           | 1994                | 5.000               |
| Regne Unit | Platí        | 25 desembre de 2020 | 600.000             |
| EUA        | Platí        | 25 maig de 2022     | 1.000.000           |